# Santuario (Saint Seiya)
Santuario (聖域（サンクチュアリ） Sankuchuari?) es un lugar ficticio de la serie de manga Saint Seiya, escrito por Masami Kurumada, más tarde adaptada al anime. Es también la residencia de una organización con el mismo nombre.

## Organización

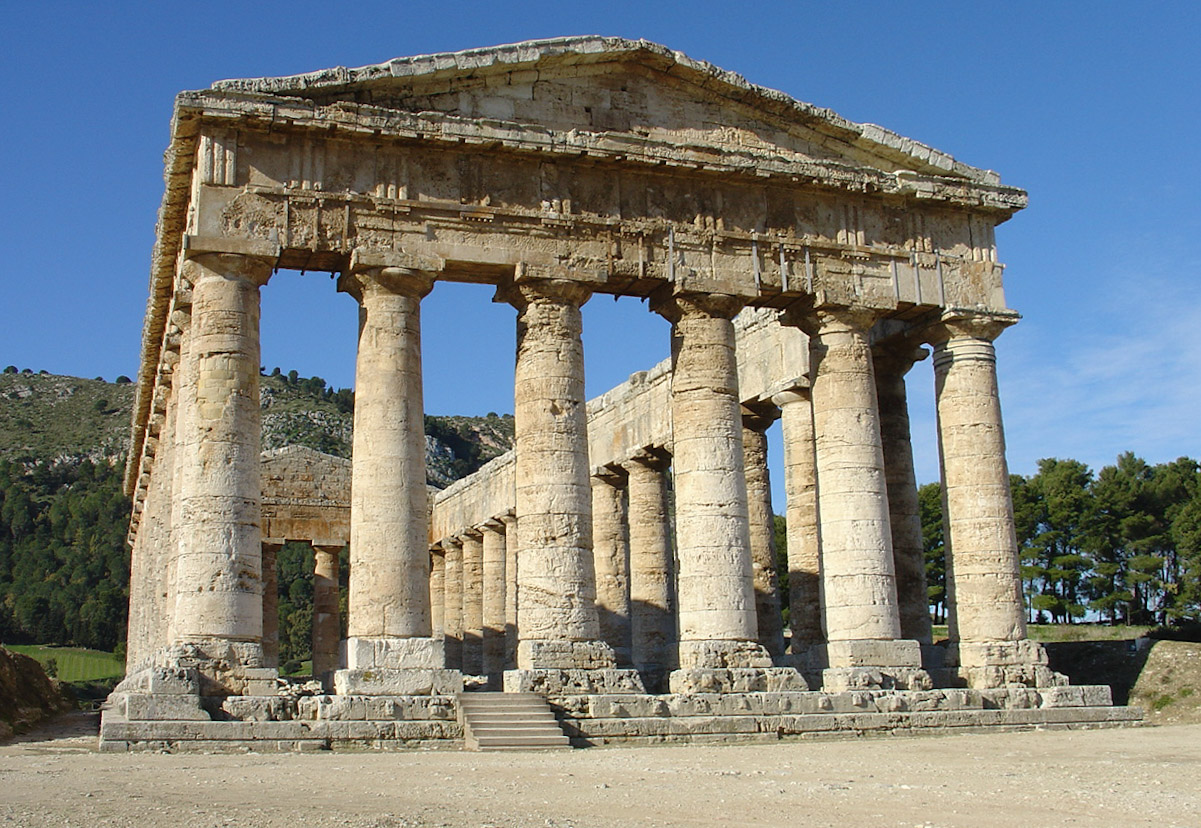
El santuario fue inspirado en los templos griegos

El líder del Santuario es Atenea en la reencarnación humana. Pero como Athena solo desciende del Olimpo como una encarnación humana sólo aproximadamente una vez cada 200 años, el cargo quedó principalmente el Patriarca, el más alto rango del Santuario, y su segundo al mando, seguido por 88 santos y más soldados.
El objetivo del Santuario es proteger a Athena y mantener la paz del mundo en secreto, por lo que no hay interferencia con la mayoría de los asuntos de todo el mundo en el que la mayor parte de la población mundial puede resolver los problemas por sí mismos. El Santuario interviene sólo cuando las cosas que amenazan con destruir la paz del mundo no puede ser manejado por cualquier otro medio sino el poder del Cosmos, la mayoría de ellos son catastróficos y de las fuerzas divinas.
En el comienzo de la serie original de Saint Seiya, las batallas se luchan por recuperar el control del Santuario de Gemini Saga, el imitador del ex Patriarca. Este arco Santuario es más que un preludio a fin de controlar el Santuario, el único lugar desde el que Atenea y sus santos pueden proteger al mundo contra las amenazas aún mayores.
Aparece más tarde en la serie que el Santuario no es la única organización en el mundo que sabe sobre Cosmos. En el segundo arco de la serie, la saga de Poseidón, el Santuario se enfrenta a una gran amenaza de la inundación catastrófica, convocado sucesivamente por el emperador Poseidón para "limpiar al mundo del mal". Sus ejércitos y los Marinos también saben cómo utilizar el poder del Cosmos. El más fuerte de ellos son los 7 Generales Marinas. Y el santuario es de nuevo en movimiento.
La amenaza más grande se revela más adelante en el arco siguiente de la serie, la saga de Hades. Se dice que la existencia misma de todos los Santos dentro del Santuario es proteger al mundo de esta amenaza: "Hades y sus espectros". Hades y su ejército, a diferencia de Atenea y el de ella, no comparten la misma ideología de dejar el mundo en paz y unir con amor. Ellos tratan de unir bajo su poder, y por lo tanto, la protección de la tierra mediante la imposición de una dominación. Incluso creo que el mundo en paz como este se debilitará humana. Y así tratar de cambiar el mundo lleno de amor como en la ideología de Atenea en el sin vida como en el Hades. Y, como Poseidón y su ejército, Hades y su muy poseen el poder de Cosmo. La destrucción del santuario, junto con la vida de Atenea, es su principal objetivo. En precuela de Saint Seiya, The Lost Canvas: Hades Mythology, Hades y sus ejércitos también han atacado este lugar.
Artículo principal: Saint Seiya: The Lost Canvas
En este lugar es donde se transcurre parte del inicio de la serie. Es el centro de mando en donde habitan los santos guerreros gobernado por la diosa Athena cada doscientos años, tradicionalmente, la diosa de la guerra desciende en su estatua en forma de bebe en donde debe ser criada e instruida por el patriarca vigente para ser preparada con el propósito de detener cualquier fuerza maligna que se atreviere a conquistar la tierra, especialmente de Hades y sus espectros.
Artículo principal: Saint Seiya Episodio G
En precuela de Saint Seiya, Episodio G, se revela que en el santuario es también el lugar donde se sella el arma más poderosa de los Titanes es llamada sóma ó Megas Drepanon (大鎌（メガスドレパノン） Megasu Dorepanon?, lit. «gran hoz» del griego (μέγας δρέπανον) y tiene la forma de una guadaña. Los Titanes y sus secuaces han atacado este lugar muchas veces con la esperanza de recuperar de nuevo lo que desean.

## Geografía, la ubicación y las estructuras
El Santuario se encuentra en algún lugar dentro de una cadena de montañas profundas, cerca de Atenas, Grecia. Su tierra está envuelto, y su existencia es un secreto que sólo conocen los involucrados. Aunque la ubicación exacta nunca se ha dicho, la única referencia parece ser la pequeña aldea de Rodorio (o Villa Rodrio).

### El Coliseo
El Coliseo (コロッセオ Korosseo?)
Es primer lugar del santuario que aparece en la franquicia. Es el lugar donde Seiya se convierte en el Santo de Pegaso. Se utiliza para celebrar torneos y peleas para determinar el portador de las armaduras de plata y bronce y también es utilizado para las prácticas. 

### Reloj de Fuego
Reloj de fuego (火時計 Hidokei?)
Es la estructura más prominente junto con Coloso de Atenea. El reloj de fuego es una colosal torre del reloj con cuatro cuadrantes que se pueden ver desde cualquier lugar en el Santuario. En cada esfera del reloj hay doce fuegos que están encendidos. Cada llama representa una hora de cada signo desde Aries a Piscis.
Artículo principal: Saint Seiya Episodio G
En el precuela del Episodio G (Manga), se revela que en el santuario es también el lugar donde se reúnen los Caballeros Dorados convocados para el "Chrysos Synagein" (del griego: Χρυσòς Συνάγειν,  Χρυσòς 'Oro' y  Συνάγειν 'Congregación, Asamblea o Sinagoga',  significando "La Sinagoga de Oro", "Reúnion de Oro" ó "La Asamblea Dorada"), este lugar está situada en el interior de la torre, es una gran sala circular, sin paredes, pero limitada por numerosos columnas situada bajo el reloj en sí.

### Las Doce Casas
Las Doce Casas (黄道十二宮 Kōdōjyūnikyū?)

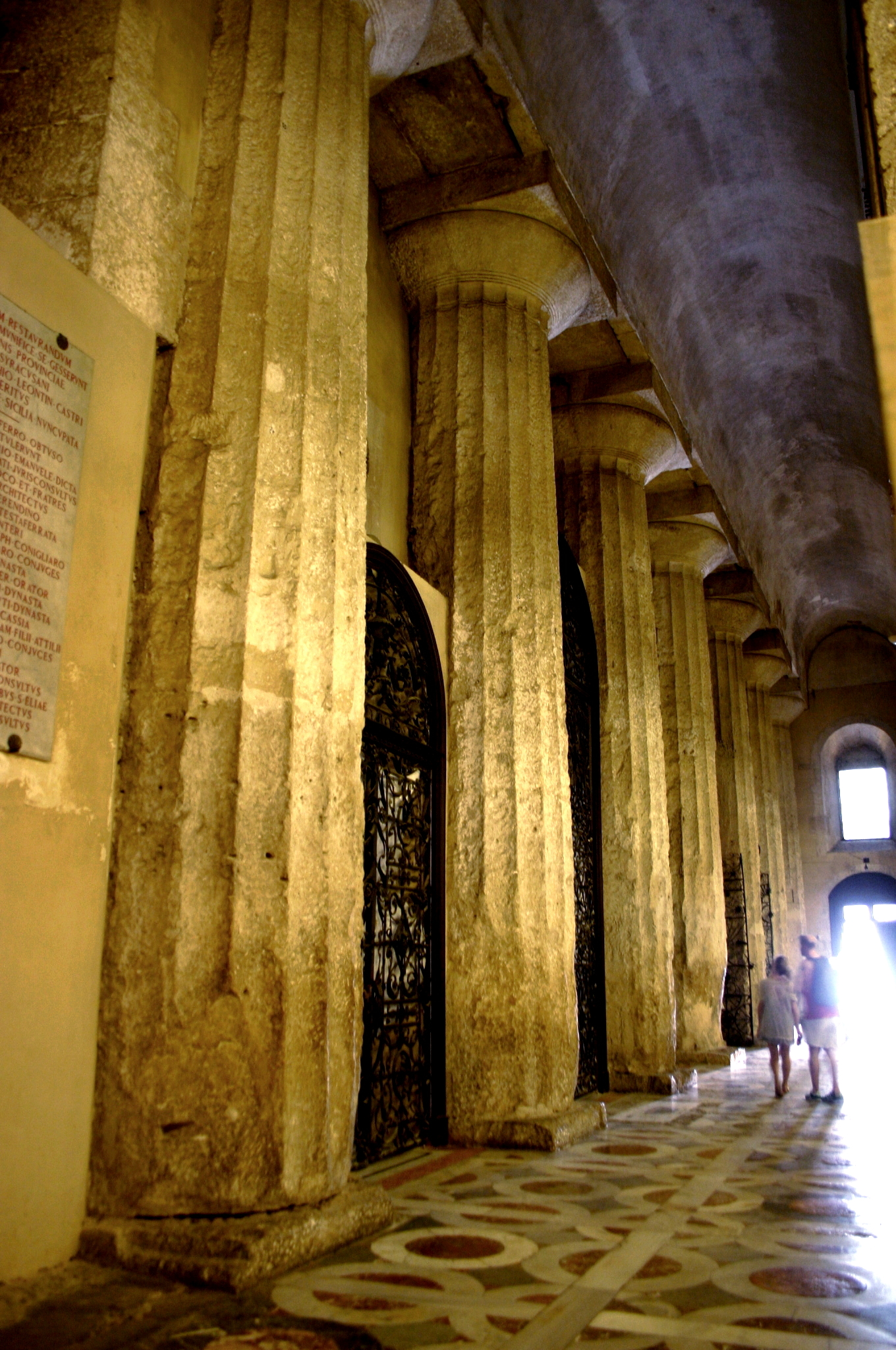
El interior de la catedral de siracusa muy parecido a los templos de las 12 casas por dentro

Es la mayor parte del Santuario, se compone de doce templos que representan los doce signos zodiacales protegidos por 12 caballeros dorados uno en cada templo correspondiendo su signo zodiacal. Todos los Doce templos fueron construidos en la arquitectura griega desde la época antigua. Ellos se suman más altos picos, crestas y las laderas de las montañas.
Todos los templos están conectadas por un único vuelo largo de los pasos que conectan el primer templo a la siguiente y así sucesivamente. Por lo general, los Santos de Oro pueden desplazarse atravesando las casas custodiadas por sus compañeros, pero lo habitual es pedir permiso al dueño de una casa que se está atravesado por simple cortesía.

### Sala del Patriarca
Sala del Patriarca (教皇の間 Kyōkō no ma?)
se encuentra casi en la cima del Santuario, justo debajo del Coloso de Atenea, y por encima de las doce casas. La cámara del patriarca es también la residencia del Patriarca y Atenea, y por lo tanto, la parte más protegida del Santuario. Aparte de la protección proporcionada por los caballeros dorados, después de pasar la última casa (la casa de piscis) se encuentra un jardín cubierto de Rosas Diabólicas Reales hechas por el santo de piscis para prevenir a los enemigos.
Además, parece ser un medio para eludir toda la defensa del zodiaco de oro y llegar a este lugar. Sin embargo, muy pocos saben de su existencia. 

### Coloso de Atenea
Coloso de Atenea (アテナの彫像 Atena no Chōzō?) 
Es una estatua colosal con vistas al Santuario de la parte superior, accesible sólo a través de la Cámara del patriarca. A primera vista, el coloso de Atenea no parece tener ningún significado solo parte de la decoración y el símbolo de Atenea. Sin embargo, más adelante se revela el secreto que tiene.

### Star Hill
Star Hill (スターヒール Sutā Hīru?) Es una parte aislada del Santuario, dice que es el lugar más cercano al cielo. Star Hill es un pico vertical muy alto, con una catedral en la parte superior de la misma. Sólo el Papa de cada época tiene acceso a Star Hill. El paso a este lugar está plagado de trampas mortales y mecanismos. Es aquí donde el Patriarca lee e interpreta los movimientos de las estrellas, para predecir el futuro del mundo. 
- Datos: Q2060509